# Omi (titre de noblesse)
Pour les articles homonymes, voir Omi.
Omi (臣) est un ancien titre héréditaire japonais marquant le rang social et le statut politique du porteur (un kabane) qui était réservé, tout comme le titre de muraji, aux clans les plus puissants durant la période Yamato. Les clans omi tiennent en général leurs noms de la zone géographique de laquelle ils sont originaires comme les Soga (蘇我), les Kazuraki (葛城), les Heguri (平群), les Kose (巨勢), les Kasuga (春日) et les Izumo (出雲). Traditionnellement, les porteurs d'un tel kabane étaient considérés comme des branches de la lignée impériale (皇別氏族, kōbetsu shizoku) et prétendaient descendre de l'empereur Kōgen, bien qu'il n'y ait aucune preuve historique pour accréditer cette thèse.
Les omi les plus puissants ajoutaient le préfixe Ō- (大) à leur titre et étaient appelés Ōomi (大臣). Le Nihon shoki mentionne plusieurs exemples de Ōomi comme Kazuraki no Tsubura (葛城円) sous le règne de l'empereur Richū, Heguri no Matori (平群馬鳥) pendant le règne des empereurs Yūryaku et Seinei, Kose no Ohito (許勢男人) pendant le règne de l'empereur Keitai ainsi que quatre générations de Soga qui dominèrent le titre au cours des VIe et VIIe siècles : Soga no Iname, Soga no Umako, Soga no Emishi et Soga no Iruka.
Quand le système des kabane fut réformé en celui dit des huit kabane en 684, les puissants omi de l'époque se virent attribuer le kabane de ason qui était à la deuxième place dans cette nouvelle hiérarchie, alors que le titre de omi fut placé au sixième rang.

## Source de la traduction
- (en) Cet article est partiellement ou en totalité issu de l’article de Wikipédia en anglais intitulé « Omi » (voir la liste des auteurs).